# Mastophora cranion
Mastophora cranion är en spindelart som beskrevs av Cândido Firmino de Mello-Leitão 1928. 
Mastophora cranion ingår i släktet Mastophora och familjen hjulspindlar. Inga underarter finns listade i Catalogue of Life.